# Distretto di Arad
Il distretto di Arad (in romeno Județul Arad) è uno dei 41 distretti della Romania situato in parte nella regione storica della Transilvania, del Partium ed in parte in quella del Banato.
Confina a nord con il Distretto di Bihor, ad est con il Distretto di Alba-Iulia e quello di Hunedoara, a sud con il Distretto di Timiș e ad ovest con l'Ungheria. Il capoluogo è la città di Arad.

## Società

### Evoluzione demografica
Evoluzione demografica
Dal punto di vista etnico la popolazione al censimento 2002 è così divisa:

### Municipi
- Arad

### Città
- Chișineu-Criș
- Curtici
- Ineu
- Lipova
- Nădlac
- Pâncota
- Pecica
- Sântana
- Sebiș

### Comuni
- Almaș
- Apateu
- Archiș
- Bata
- Bârsa
- Bârzava
- Beliu
- Birchiș
- Bocsig
- Brazii
- Buteni
- Cărand
- Cermei
- Chisindia

- Conop
- Covăsânț
- Craiva
- Dezna
- Dieci
- Dorobanți
- Fântânele
- Felnac
- Frumușeni
- Ghioroc
- Grăniceri
- Gurahonț
- Hălmagiu
- Hălmăgel

- Hășmaș
- Ignești
- Iratoșu
- Livada
- Macea
- Mișca
- Moneasa
- Olari
- Păuliș
- Peregu Mare
- Petriș
- Pilu
- Pleșcuța
- Săvârșin

- Secusigiu
- Seleuș
- Semlac
- Sintea Mare
- Socodor
- Șagu
- Șeitin
- Șepreuș
- Șicula
- Șilindia
- Șimand
- Șiria
- Șiștarovăț

- Șofronea
- Tauț
- Târnova
- Ususău
- Vărădia de Mureș
- Vârfurile
- Vinga
- Vladimirescu
- Zăbrani
- Zădăreni
- Zărand
- Zerind
- Zimandu Nou